# Funicolare di Orvieto
La funicolare di Orvieto è un impianto a fune di tipo funicolare, che collega il centro storico della città, con la stazione ferroviaria. È gestita da BusItalia.

## Storia
L'impianto fu costruito su progetto di Alessandro Ferretti, inaugurato il 7 ottobre 1888 e originariamente chiamato funicolare Bracci, in onore del finanziatore orvietano Giuseppe Bracci Testasecca,  che ne finanziò la costruzione. Venne costruita con il sistema a contrappeso d'acqua, sistema usato a quel tempo anche per altre funicolari italiane, come la genovese di Sant'Anna e, nel Lazio, la Valle Oscura - Rocca di Papa. I serbatoi d'acqua che servivano ad appesantire la vettura a monte furono posti nel sottocassa delle due vetture. Una volta messa in funzione, permise di collegare in maniera rapida la città di Orvieto con la sua stazione ferroviaria.
La funicolare funzionò per quasi un secolo e venne ristrutturata nel 1935. Dopo una sospensione durante la seconda guerra mondiale riprese servizio fino al 1º marzo 1970 quando, in seguito alla cessione della concessione alla società Auto servizi Pubblici Orvieto, che gestiva già autoservizi sullo stesso percorso, dopo una breve sospensione e una successiva ripresa delle corse, venne definitivamente chiusa alla fine degli anni sessanta.
Nel giugno 1990, in seguito ad un ripensamento dei trasporti sulla rupe di Orvieto, fu rimessa in funzione completamente ricostruita sul tracciato originario, non più ad acqua, ma a trazione elettrica. Buona parte del merito di questo ripristino fu dovuto alla tenacia di Wladimiro Giulietti, sindaco di Orvieto dal 1975 al 1980, che vedeva nella funicolare una pietra angolare nella prospettiva della pedonalizzazione del centro cittadino. Attualmente la funicolare impiega poco più di due minuti a viaggio.

## Caratteristiche
La funicolare è del tipo "va e vieni"; le due cabine hanno una capienza di 75 persone e le corse si susseguono con una cadenza tipica di 10-15 minuti. La sua lunghezza totale (rettilinea) è di 580 m e supera un dislivello di 157 m.
L'ultimo tratto è costituito da una galleria lunga 123 metri scavata nel masso tufaceo di Orvieto. La stazione di monte è situata in Piazza Cahen, nei pressi della Rocca dell'Albornoz, a pochi metri dal celebre Pozzo di San Patrizio. L'armamento è sempre stato a singolo binario, con un tratto sdoppiato a metà del tracciato, per permettere l'incrocio delle due vetture.